# كلاريسا دوس سانتوس
كلاريسا دوس سانتوس (بالبرتغالية: Clarissa Cristina dos Santos) مواليد 10 مارس 1988 في ريو دي جانيرو، هي لاعبة كرة سلة برازيلية. بدأت مسيرتها الاحترافية في سنة 2011. تلعب مع سان أنطونيو ستارز في دوري الاتحاد الوطني لكرة السلة النسائية كلاعب وسط. وتحمل الرقم 11. يبلغ طولها 6 قدم 1 بوصة (1.9 م). مثلت منتخب بلادها. شاركت في دورة الألعاب الأولمبية الصيفية سنة 2012. حققت المركز الأول في بطولة أمم الأمريكتين لكرة السلة 2011 . لعبت مع شيكاغو سكاي وسان أنطونيو ستارز.

## سجل المنافسة
شاركت في المنافسات التالية:
- الألعاب الأولمبية الصيفية 2012
- الألعاب الأولمبية الصيفية 2016
- كأس العالم لكرة السلة للسيدات 2014

## الميداليات
| الميدالية | المسابقة                             |
| --------- | ------------------------------------ |
| برونزية   | دورة الألعاب الأمريكية 2011          |
| ذهبية     | بطولة أمم الأمريكتين لكرة السلة 2011 |
| برونزية   | بطولة أمم الأمريكتين لكرة السلة 2013 |

## روابط خارجية
- كلاريسا دوس سانتوس على موقع الاتحاد الدولي لكرة السلة (الإنجليزية)
- كلاريسا دوس سانتوس على موقع الاتحاد الوطني لكرة السلة النسائية (الإنجليزية)
- كلاريسا دوس سانتوس على موقع كرة السلة الأوروبية.كوم (الإنجليزية)
- كلاريسا دوس سانتوس على موقع بروبوليرز (الإنجليزية)
- كلاريسا دوس سانتوس على موقع سبورتس رفرنس (الإنجليزية)
- كلاريسا دوس سانتوس على موقع سبورتس رفرنس (الإنجليزية)
- كلاريسا دوس سانتوس على موقع أوليمبيديا (الإنجليزية)
- كلاريسا دوس سانتوس على موقع اللجنة الأولمبية البرازيلية (البرتغالية)